# Округ Еди (Њу Мексико)
Еди (енгл. Eddy County) је округ у америчкој савезној држави Њу Мексико.

## Демографија
По попису из 2010. године број становника је 53.829, што је 2.171 (4,2%) становника више него 2000. године.
| Група             | 2000.          | 2010.          |
| Белци             | 29.797 (57,7%) | 28.111 (52,2%) |
| Афроамериканци    | 805 (1,6%)     | 743 (1,4%)     |
| Азијати           | 231 (0,4%)     | 356 (0,7%)     |
| Хиспаноамериканци | 20.023 (38,8%) | 23.731 (44,1%) |
| Укупно            | 51.658         | 53.829         |